# Maxime Zecchini
Pour les articles homonymes, voir Zecchini.
 (juillet 2020).
Si vous disposez d'ouvrages ou d'articles de référence ou si vous connaissez des sites web de qualité traitant du thème abordé ici, merci de compléter l'article en donnant les références utiles à sa vérifiabilité et en les liant à la section « Notes et références ».
Maxime Zecchini, né le 3 juillet 1979 à Paris, est un pianiste et compositeur français.

## Formation
Il commence le piano à l'âge de cinq ans. Il commence ses études musicales au Conservatoire à rayonnement régional de Saint-Maur-des-Fossés dans la classe de Maurice Blanchot et les poursuit au Conservatoire à rayonnement régional de Paris dans la classe de Jean-Marie Cottet.
Maxime Zecchini intègre ensuite le Conservatoire national supérieur de musique de Lyon dans la classe de Géry Moutier et Danièle Renault-Fasquelle.
Après son diplôme, il entre en Cycle de Perfectionnement au Conservatoire national supérieur de musique de Paris dans la classe de Jean-François Heisser.
Il poursuit lʼétude du piano avec Giovanni Valentini et Piero Rattalino à la prestigieuse Académie Incontri col Maestro à Imola en Italie, dont il obtient le diplôme en 2006.
II a également bénéficié des conseils réguliers de Laurent Cabasso et dʼOlivier Cazal.

## Carrière

### Carrière de pianiste
Maxime Zecchini a participé à de nombreux festivals en France comme à lʼétranger, et a eu lʼoccasion de se produire dans plus de 70 pays, en Chine,, Corée du Sud, Japon, Allemagne, Angleterre, Autriche, Italie, Singapour, Malaisie, Afrique du Sud, Australie, Amérique Centrale, Russie, Inde, etc.
Il s'est produit en France dans de nombreux festivals et a joué notamment en récital, musique de chambre ou concerto à la Seine Musicale, à l'Opéra de Pékin, à l'Opéra de Shanghai, au Conservatoire Tchaïkovsky de Moscou, à la Philharmonie de Kiev, au French May de Hong-Kong, avec l'Orchestre National Symphonique de Malaisie, l'Orchestre Philharmonique de Capetown, l'Orchestre Pasdeloup, le Johannesburg Philharmonic Orchestra, l'Orchestre Symphonique de Cuenca, l'Orchestre Philharmonique de Nijni-Novgorod...Il a également fait ses débuts au Carnegie Hall de New York en mai 2022.
De nombreuses émissions de radio lʼont accueilli sur France Musique, Radio Classique, France Inter, France Culture, etc., ainsi que des émissions télévisées dans de nombreux pays.
Musicien éclectique, il a de plus collaboré avec la chanteuse américaine Julia Migenes pour des récitals piano-voix ainsi quʼavec lʼactrice Anouk Aimée pour des concerts-lecture.
Il a fait ses débuts en récital au Carnegie Hall de New-York en mai 2022.

### Compositeur
Compositeur, il est l'auteur de nombreuses œuvres et transcriptions et est publié aux Éditions Durand-Salabert-Universal Music.

### Prix
Il est vainqueur du concours international d'Arcachon, Premier Prix du Forum de Normandie, lauréat de la fondation Cziffra, lauréat du Concours Ragusa-Ibla en Sicile et a obtenu le Premier Prix à l'unanimité du concours international de Varenna-Lac de Côme en Italie.
Maxime Zecchini est également lauréat-boursier de la Vocation-Fondation Marcel Bleustein-Blanchet, de la Fondation Meyer et du Mécénat Musical Société Générale. Il a été labellisé par la Mission Ministérielle du Centenaire et soutenu par la Fondation Bru Zane de Venise.

## Discographie
Sa discographie, largement saluée par la presse (4 clés Diapason, 4 étoiles Classica, Pianiste, FFFF Télérama, Le Monde, Le Figaro, etc.) comporte la première anthologie en dix volumes et un DVD des œuvres pour la main gauche au piano chez Advitam Records,, distribuée par Pias-Harmonia Mundi (piano solo, concertos avec orchestre, musique de chambre, musique contemporaine, musique de film).